# Variations symphoniques pour piano et orchestre
Les Variations symphoniques pour piano et orchestre (1885) (FWV 46), composées par César Franck, font partie de ses chefs-d'œuvre les plus joués en concert.

## Genèse
L'œuvre est dédiée à Louis Diémer, pianiste virtuose et compositeur français (1843-1919). Elle est créée le 1er mai 1886 au concert annuel de la Société nationale de musique par Diémer au piano, et le compositeur à la direction d'orchestre.

## Analyse
L'ouverture des Variations s'inspire du mouvement lent du Concerto pour piano nº4 de Beethoven.
L'œuvre se compose de trois mouvements : Poco allegro, Allegretto quasi andante, Allegro non troppo. Le dernier mouvement est de forme sonate.
L'exécution de l'œuvre demande environ un quart d'heure.

## Instrumentation
Piano et orchestre (bois par deux, 4 cors, 2 trompettes, timbales, cordes).

## Discographie
- Walter Gieseking et l'orchestre philharmonique de Londres dirigé par Henry Wood en 1932 (Naxos).
- Emil Gilels et l'orchestre symphonique de la Radio d'Etat de l'URSS dirigé par Carl Eliasberg en 1951 (Music online).
- Robert Casadesus et l'orchestre de Philadelphie dirigé par Eugene Ormandy en 1958 (Sony).
- Weissenberg, Berliner Philharmoniker, Karajan, 1972 (EMI).
- Aldo Ciccolini et l'orchestre philharmonique de Liège dirigé par Paul Strauss en 1974 (EMI).
- Jean-Philippe Collard et l'orchestre du Capitole de Toulouse dirigé par Michel Plasson en 1984 (EMI).
- Bertrand Chamayou et l'orchestre national royal d'Écosse dirigé par Stéphane Denève (Naïve).
- Cédric Tiberghien et l'orchestre philharmonique royal de Liège dirigé par François-Xavier Roth (Cypres).